# Anton Edthofer
Anton Edthofer (Viena, 18 de setembro de 1883 – Viena, 25 de fevereiro de 1971) foi um ator austríaco, que atuou em filmes mudos entre 1920 e 1950.

## Filmografia selecionada
- Gräfin Walewska (1920)
- The Eyes of the World (1920)
- Moj (1920)
- Playing with Fire (1921)
- Hazard (1921)
- The Unexcused Hour (1937)
- The Angel with the Trumpet (1948)
- Wiener Mädeln (1949)
- The Angel with the Trumpet (1950)